# Poldi Dur
Poldi Dur (29 de octubre de 1917 – 27 de marzo de 1996) fue una actriz y bailarina teatral y cinematográfica de origen austriaco.

## Biografía
Nacida en Viena, Austria,  su verdadero nombre era Elisabeth Handl.
Casada con el guionista austriaco Walter Reisch, al producirse en 1938 el Anschluss, el matrimonio emigró a los Estados Unidos, donde siguió una carrera artística como bailarina y actriz cinematográfica.
Poldi Dur falleció en Beverly Hills, California, en 1996.

## Selección de su filmografía
- Masquerade in Vienna (1934)
- Circus Saran (1935)
- They Came to Blow Up America (1943)
- Margin for Error (1943)
- Resisting Enemy Interrogation (1944)
- The Hitler Gang (1944)